# 利亚沃尔西
利亚沃尔西，是西班牙加泰罗尼亚莱里达省的一个市镇。 总面积69平方公里，总人口283人（2001年），人口密度4人/平方公里。